# Lüneburgheden

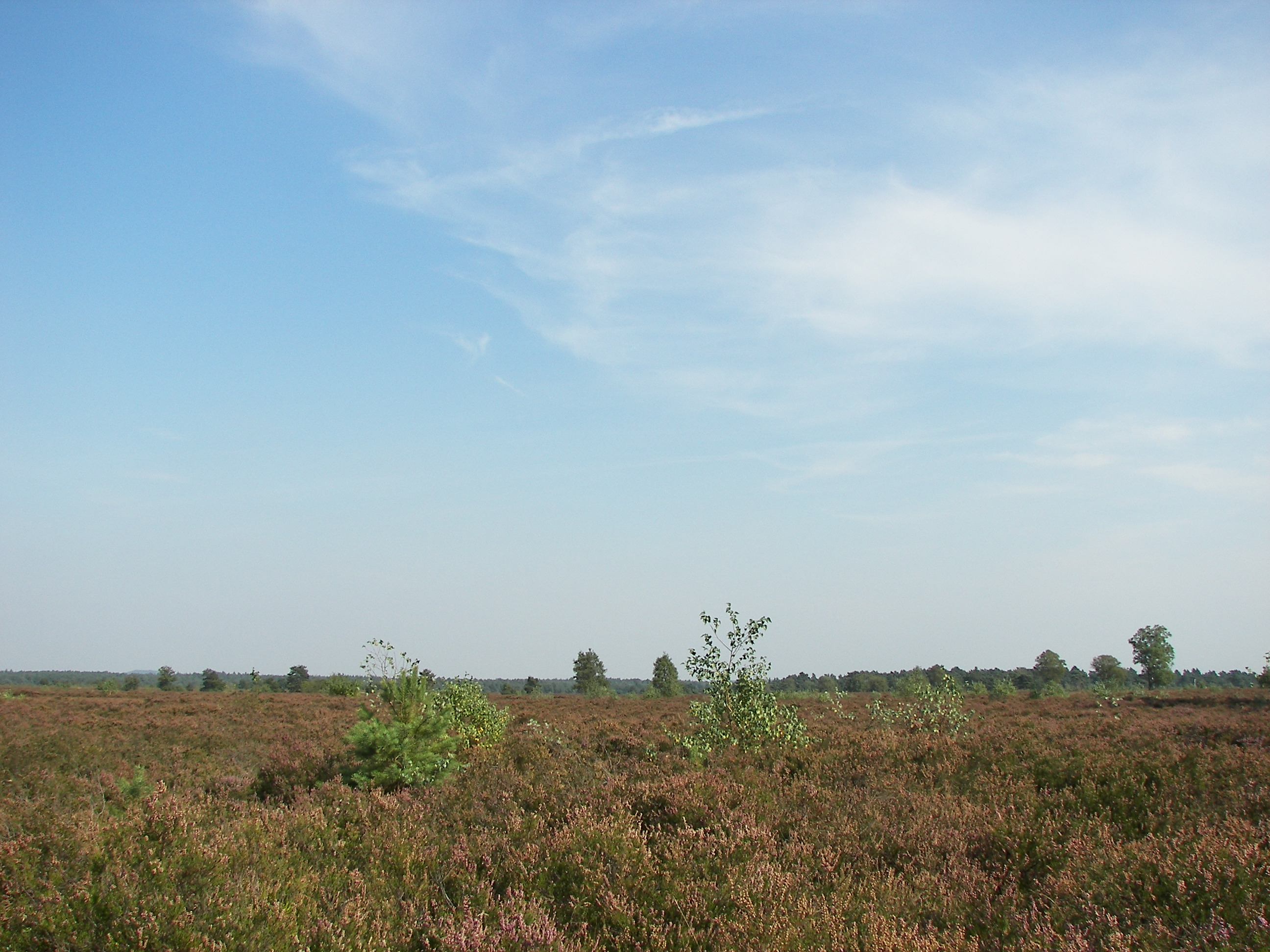
Lüneburgheden

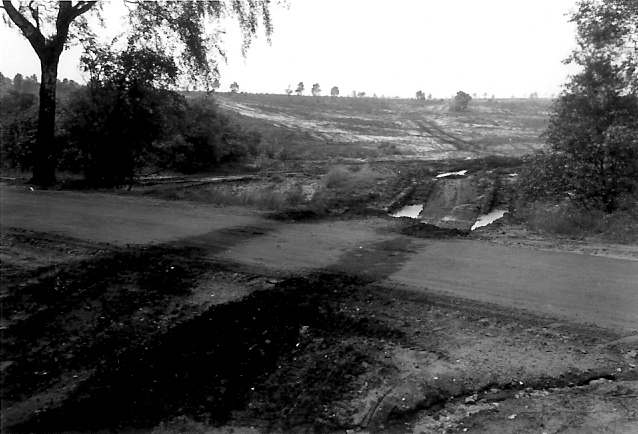
Pansarspår på Lüneburgheden 1960

Lüneburgheden, Lüneburger Heide, är ett vidsträckt, övervägande flackt hed-, geest- och skogslandskap i det nordtyska förbundslandet Niedersachsen. Det består av 50–100 meter tjocka sand-, sten- och märgellager på tertiär berggrund och befinner sig mellan 80 och 120 meter över havet. På sina ställen går dock lager med gips och musselkalk i dagen. Där marken är torrare uppträder sanddyner. Det sträcker sig mellan floderna Aller och Elbe, från staden Göhrde till trakten av Bremen och Stade. Hela området är en torr stäpp, men även de torraste ställena är klädda med ljung, lingon, blåbärsris och enbuskar.
Där tillräcklig fuktighet medger en rikare växtlighet finns stora bok- och björkskogar. Området hade fram till början 1700-talet ganska omfattande bokskogar, men dessa höggs ned och heden bredde ut sig. I slutet på 1800-talet började man dock plantera in skog i området, särskilt i trakten av Wilseder Berg. I äldre tid var biskötsel och fårbete viktiga näringar på Lüneburgheden, men de förlorade betydelse i början på 1900-talet.
Ekdungar förekommer runt byarna. Lüneburgheden inrymmer numera två naturreservat. Det större har en yta på 234 kvadratkilometer.